# 궁극 진화한 풀다이브RPG가 현실보다 망겜이라면

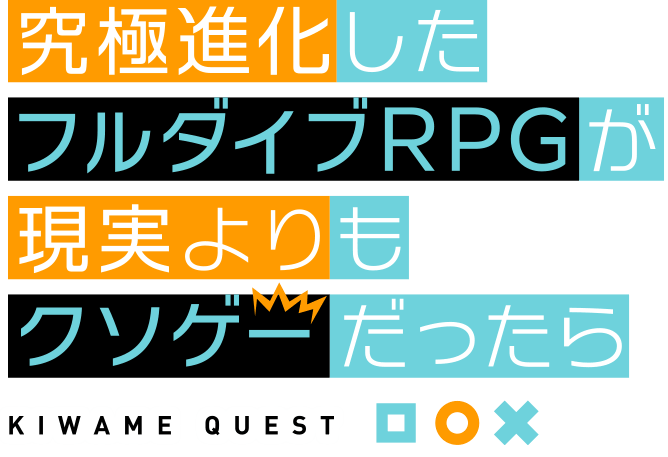

궁극 진화한 풀다이브RPG가 현실보다도 망겜이라면(究極進化したフルダイブRPGが現実よりもクソゲーだったら)은 츠치히 라이토(작가), 요우타(일러스트)가 원작한 일본의 라이트 노벨 소설 작품이다. 2020년 8월 25일부터 KADOKAWA의 MF문고 J에서 간행 중이다.

## 줄거리
따분한 고교생 유우키 히로시가 우연히 입수하게 된 풀다이브RPG '극 퀘스트'. 기술의 정수를 모아 만들어진 이 게임은 '극도로 리얼하다'라는 선전 문구에 걸맞게 그래픽, NPC의 움직임, 초목의 향기와 피부를 어루만지는 바람, 모든 게 궁극의 완성이었다.
너무 리얼하고, 클리어 불가능할 정도로 '귀찮은' 게임이라는 것만 빼면.
"플래그 수 '10,000,000,000,000,000 이상!? 신체 능력도 현실 그대로냐!"
"그래. 맞으면 아프고, 베이면 며칠은 상처가 안 아물어. 사상 최고로 리얼한 게임이야!"
보상은 성취감뿐. 가벼운 마음으로 즐길 수 없는 사상 최고의 스트레스 받는 게임을 공략해라!